# Малое Баранково
Малое Баранково — деревня в Бежецком районе Тверской области. Входит в состав Зобинского сельского поселения.

## География
Находится в восточной части Тверской области на расстоянии приблизительно 2 км по прямой на юго-восток от районного центра города Бежецк.

## История
Деревня была отмечена (тогда Боранкова) еще на карте 1825 года. В 1859 году здесь (деревня Бежецкого уезда Тверской губернии) было учтено 17 дворов, в 1978 — 18.

## Население
Численность населения: 106 человек (1859 год), 18 (русские 94 %) в 2002 году, 20 в 2010.